# Guliwer (radioodbiornik)

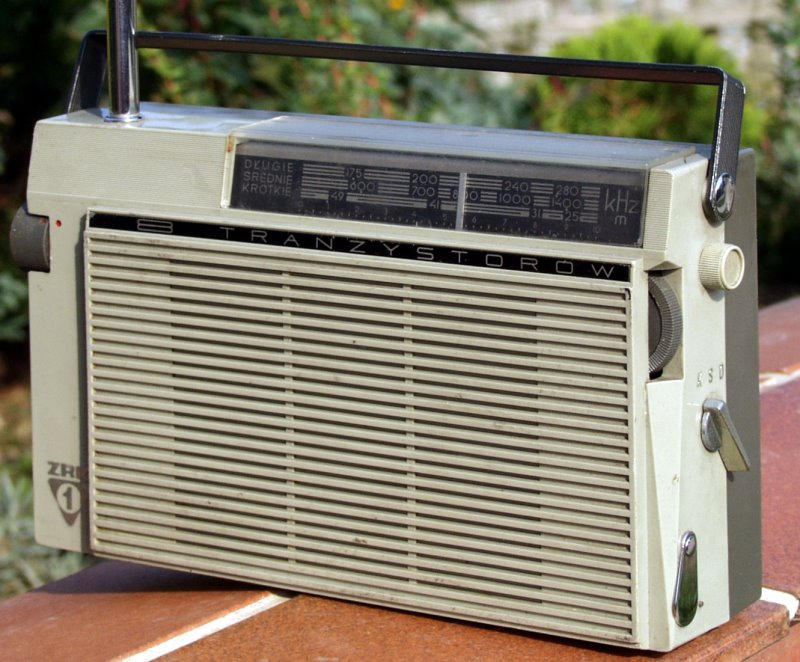
Widok na odbiornik z przodu

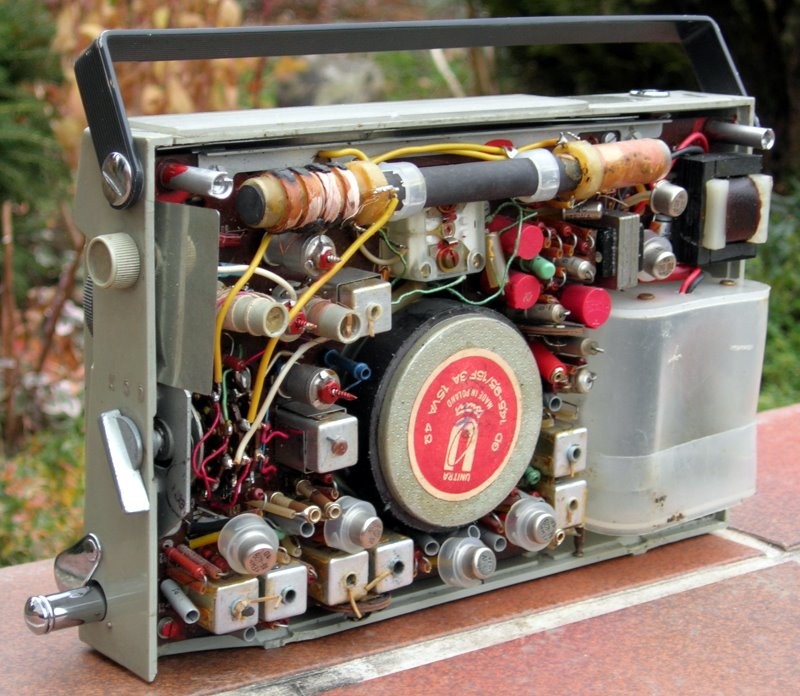
Wnętrze odbiornika

Guliwer – polski przenośny monofoniczny radioodbiornik tranzystorowy produkowany w Warszawie.
Produkcja pierwszych odbiorników tranzystorowych z zakresem fal krótkich zapowiadana była w Polsce na rok 1965. Były to modele: „Krokus” 10501 z Diory w Dzierżoniowie i  „Guliwer” z ZRK. Początkowo egzemplarze „Guliwera” nie miały jednak zakresu krótkofalowego. Na płytce drukowanej pozostawało wolne miejsce na elementy dla tego zakresu. Wytwórca tłumaczył to brakiem w kraju tranzystorów o odpowiednio szerokim zakresie przenoszonych częstotliwości w.cz. oraz brakiem anten teleskopowych. Wersja z zakresem KR pojawiła się w 1967 r. Załączone zdjęcia prezentują model rozbudowany o zakres fal krótkich.
Antena teleskopowa (na pierwszym zdjęciu rozłożona), po złożeniu była trochę dłuższa od wysokości radia. Z tego powodu była odkręcana i chowana do kanału, biegnącego dołem wzdłuż odbiornika (widoczna na drugim zdjęciu). Dwie baterie zasilające odbiornik umieszczało się w ochronnym pojemniku z tworzywa sztucznego, aby wysączający się z nich niejednokrotnie elektrolit nie niszczył elementów i połączeń.
W wersji bez fal krótkich stosowano głośnik magnetoelektryczny eliptyczny typu GD 14,5-9,5/F3 o mocy 1,5 VA i impedancji 5 omów.

## Podstawowe parametry i właściwości
- układ elektryczny: superheterodyna
- tranzystory: AF428 x 4, TG5 x 2, TG50 x 2
- zakresy fal: długie, średnie, krótkie
- zasilanie:  2 baterie płaskie 3R12 po 4,5V
- elementy regulacyjne:
  - potencjometr siły głosu z wyłącznikiem (na lewej ściance bocznej), przełącznik zakresów, strojenie i precyzer dla KR (na prawej ściance)
- gniazda przyłączeniowe: brak
- wymiary: 220 x 130 x 58 mm, masa ok. 1,5 kg z bateriami i futerałem[1]
- okres produkcji: 1965–1968
- Cena: 1600,00 złotych[1]